# Greg Van Roten
Greg Van Roten (Rockville Centre, 26 febbraio 1990) è un giocatore di football americano statunitense che milita nel ruolo di offensive guard per i New York Giants della National Football League (NFL). Al college ha giocato a football all’Università della Pennsylvania.

## Carriera

### Green Bay Packers
Dopo non essere stato scelto nel Draft NFL 2012, Van Roten firmò coi i Green Bay Packers. Debuttò come professionista nella settimana 11 contro i Detroit Lions e da quel momento scese sempre in campo fino al termine della stagione, pur senza partire mai come titolare. Tra la stagione 2012 e quella 2013 giocò complessivamente in dieci gare con i Packers.
L'11 febbraio 2014 Van Roten fu svincolato dai Packers.

### Seattle Seahawks
Il 14 febbraio 2014, Van Roten firmò un contratto annuale con i Seattle Seahawks. Fu svincolato il 27 agosto 2014.

### Toronto Argonauts
Il 22 maggio 2015 Van Roten firmo con i Toronto Argonauts della Canadian Football League.

### Jacksonville Jaguars
Il 27 febbraio 2017 Van Roten firmò con i Jacksonville Jaguars. Il 1º maggio 2017 fu svincolato.

### Carolina Panthers
Il 25 luglio 2017 Van Roten firmò per i Carolina Panthers.Nella sua prima stagione con i Panthers giocò 10 gare, principalmente negli special team e fu riserva nei ruoli di centro e guardia. 
Il 28 gennaio 2018 Van Roten firmò in contratto biennale con i Panthers. Nel 2018 giocò da guardia sinistra titolare tutte le 16 gare stagionali, risultando a fine anno l'unico giocatore dei Panthers ad aver giocato tutti gli snap d'attacco della squadra.
Nel 2019 giocò le prime 11 partite stagionali da titolare, infortunadosi al piede poi nella gara della settimana 12 e venendo messo il 27 novembre 2019 in lista riserve/infortunati.

### New York Jets
Il 2 aprile 2020 Van Roten firmò un contratto triennale con i New York Jets. Giocò da titolare le prime 12 partite stagionali come guardia destra prima di infortunarsi ed essere inserito in lista riaerve/infortunati il 12 dicembre 2020. Il 2 gennaio 2021 Van Roten fu riattivato.
Il 6 maggio 2022 fu svincolato dai Jets.

### Buffalo Bills
Il 13 giugno 2022 Van Roten firmò un contratto annuale con i Buffalo Bills. In stagione fece 16 presenze di cui quattro da titolare.

### Las Vegas Raiders
Il 19 maggio 2023 Van Roten firmò per un anno con i Las Vegas Raiders. In stagione giocò da titolare tutte le 17 gare disputate dai Raiders.

### New York Giants
Il 30 luglio 2024 Van Roten firmò con i New York Giants. Nella stagione 2024 giocò tutte le 17 gare disputate da titolare, prendendo parte a tutti gli 1 125 snap offensivi.
Il 19 marzo 2025 rifirmò per un altro anno con i Giants.

## Statistiche

### Stagione regolare
| Stagione | Stagione | Stagione | Stagione | Fumble | Fumble | Fumble |
| Anno     | Squadra  | P        | PT       | Fum.   | F.P.   | F. F.  |
| -------- | -------- | -------- | -------- | ------ | ------ | ------ |
| 2012     | GB       | 7        | 0        | 0      | 0      | 0      |
| 2013     | GB       | 3        | 0        | 0      | 0      | 0      |
| 2014     | SEA      | 0        | 0        | 0      | 0      | 0      |
| 2017     | CAR      | 10       | 0        | 0      | 0      | 0      |
| 2018     | CAR      | 16       | 16       | 0      | 0      | 0      |
| 2019     | CAR      | 11       | 11       | 0      | 0      | 0      |
| 2020     | NYJ      | 13       | 13       | 0      | 0      | 0      |
| 2021     | NYJ      | 17       | 10       | 0      | 0      | 0      |
| 2022     | BUF      | 16       | 4        | 0      | 0      | 0      |
| 2023     | LV       | 17       | 17       | 1      | 1      | 0      |
| 2024     | NYG      | 17       | 17       | 0      | 0      | 0      |
| Totale   | Totale   | 127      | 88       | 1      | 1      | 0      |

### Playoff
| Stagione | Stagione | Stagione | Stagione | Fumble | Fumble | Fumble |
| Anno     | Squadra  | P        | PT       | Fum.   | F.P.   | F. F.  |
| -------- | -------- | -------- | -------- | ------ | ------ | ------ |
| 2012     | GB       | 2        | 0        | 0      | 0      | 0      |
| 2022     | BUF      | 2        | 4        | 0      | 0      | 0      |
| Totale   | Totale   | 2        | 0        | 0      | 0      | 0      |

Fonte: Football Database